# زنغوزنغوان
زنغوزنغوان (بالإنجليزية: Za’ngoza’ngoin)‏ هي منطقة سكنية تقع في الصين في أزمة التبت والصين.